# وون آرمنیا
وون آرمنیا (انگلیسی: Veon Armenia) شرکت مخابرات ارمنستانی است، که در سال ۱۹۹۵ تأسیس شد.